# ATP Challenger Sopot
Das ATP Challenger Sopot (offiziell: Sopot Open) war ein Tennisturnier, das 2011 erstmals in Sopot stattfand. Nach einer Pause von 2012 bis 2017 war es 2018 und 2019 wieder Bestandteil des ATP-Challengers-Kalenders; es wurde in Gdynia ausgetragen und zog im Folgejahr wieder nach Sopot zurück. Es gehörte zur ATP Challenger Tour und wurde im Freien auf Sand gespielt.

## Liste der Sieger

### Einzel
| Jahr                        | Sieger            | Finalgegner          | Ergebnis        |
| --------------------------- | ----------------- | -------------------- | --------------- |
| 2019                        | Stefano Travaglia | Filip Horanský       | 6:4, 2:6, 6:2   |
| 2018                        | Paolo Lorenzi     | Daniel Gimeno Traver | 7:62, 6:75, 6:3 |
| 2012–2017 nicht ausgetragen |                   |                      |                 |
| 2011                        | Éric Prodon       | Nikola Ćirić         | 6:1, 6:3        |

### Doppel
| Jahr                        | Sieger                               | Finalgegner                        | Ergebnis         |
| --------------------------- | ------------------------------------ | ---------------------------------- | ---------------- |
| 2019                        | Andre Begemann Florin Mergea         | Karol Drzewiecki Mateusz Kowalczyk | 6:1, 3:6, [10:8] |
| 2018                        | Mateusz Kowalczyk Szymon Walków      | Ruben Gonzales Nathaniel Lammons   | 7:66, 6:3        |
| 2012–2017 nicht ausgetragen |                                      |                                    |                  |
| 2011                        | Mariusz Fyrstenberg Marcin Matkowski | Olivier Charroin Stéphane Robert   | 7:5, 7:64        |